# Cleome asperrima
Cleome asperrima là một loài thực vật có hoa trong họ Màng màng. Loài này được Blatt. mô tả khoa học đầu tiên năm 1930 publ. 1931.